# Jan Wielopolski

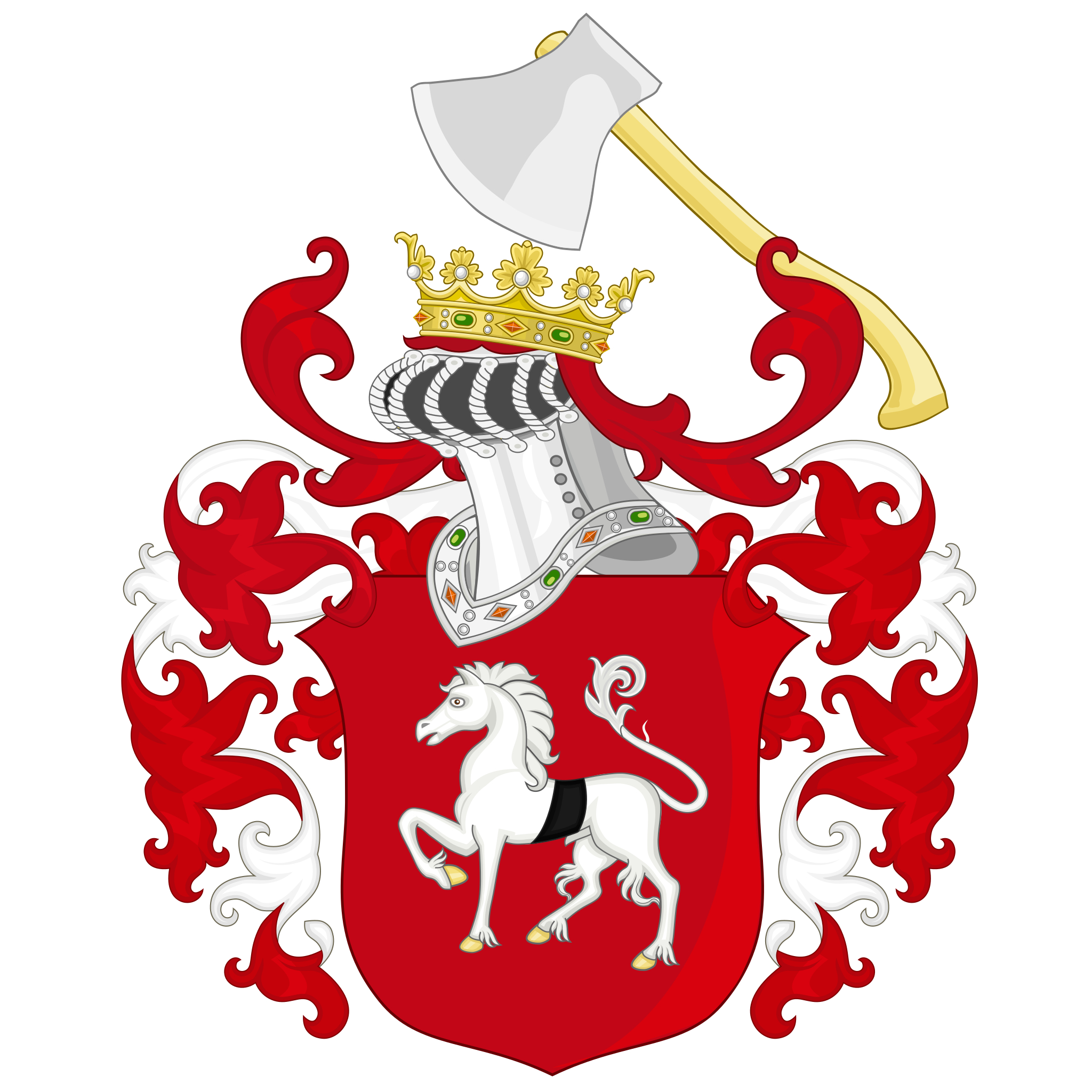
Wappen der Adelsfamilie Wielopolski

Jan Wielopolski (* 1630; † 15. Februar 1688) war ein polnischer Aristokrat, Staatsbeamter, Politiker und Reichsgraf im Heiligen Römischen Reich.

## Leben
Jan Wielopolski war der Sohn des Kastellans und Wojewoden Jan Wielopolski aus dem gleichnamigen Adelsgeschlecht und der Zofia Kochanowska. Er war ab zunächst mit Aniela Febronia Koniecpolska und ab 1665 mit Konstancja Krystina Komorowska verheiratet. Seine dritte Frau, Anne de la Grande d’Arquien, heiratete er im Juli 1678 in Lemberg.
Er war Brotmeister der Krone (polnisch Stolnik koronny) ab 1664, Starost von Krakau ab 1667, Vizekanzler der polnischen Krone ab 1677 und von 1678 an Großkanzler. Darüber hinaus bekleidete er das Amt des Starost auch für Biecz, Bochnia, Nowy Targ und Dolina.
Seine Ausbildung erhielt Wielopolski in Krakau und Straßburg. Von 1661 an war er ständiger Abgeordneter der Provinz Kleinpolen im Sejm. Er unterstützte König Johann II. Kasimir, der eine Vivente Rege – Regelung einführen wollte. Diese sah vor, dass der Nachfolger des Königs noch zu dessen Lebzeiten gewählt wurde, statt nach dem Tod des alten Königs. Dies hätte dem König erlaubt die Wahl seiner Nachfolge zu beeinflussen und ihm so mehr Macht verliehen.
Wielopolski war Marschall des außerplanmäßigen Sejms vom 20. Februar bis 1. Mai 1662 in Warschau. Gegen Ende seines Lebens befand er sich in Opposition zum damaligen Monarchen, Johann III. Sobieski. Er konnte den Wohlstand und die Macht seiner Familie zeitlebens geschickt mehren. Seine Heirat mit Konstancja Krystyna Komorowska beschied seinen Nachkommen große Besitztümer für die Familie Wielopolski.